# Subat-Enlil
Subat-Enlil (Šubat-Enlil, ma Tell Leilan) I. Samsi-Adad székvárosa, Asszíria fontos városa az óasszír korban, az óasszír kereskedelem egyik káruma.

## Története
A település több önálló megtelepedési fázisban, folytonosság nélkül, de hosszú ideig volt lakott.
Már az i. e. 5. évezredben lakott hely volt, és több mint két évezredes fennállás után i. e. 2500 és i. e. 2200 között elnéptelenedett. Ezt a szakaszt ma egy hosszabb száraz, aszályos periódusnak tulajdonítják.
Az akkád-korban újra benépesült, és újra elnéptelenedett, és csak az óbabiloni korban lett újra lakott hely. Az óbabiloni szövegek Apum néven említik, illetve a māt Apum nevű terület központjaként. Az asszír dokumentumokban Sehna (Šeḫnā) a neve. Az óbabiloni kor kezdetét jellemző zavaros időszakban végül I. Samsi-Adad vette birtokba, és itt alakította ki országa közigazgatási központját. Ő adta a Subat-Enlil nevet a városnak, azaz Enlil (isten) helye.
Felépült egy fellegvár, templommal, és Samsi-Adad palotája az alsóváros keleti részén. Innen egyenes út vezetett a városkapuhoz. Korabeli mértékkel hatalmas város lett, 20 000 lakossal. Szamszuilúna i. e. 1726-ban (középső kronológia) kifosztotta, lerombolta, és soha többet nem népesedett újra.
Subat-Enlilben 1979-ben indult a Yale Egyetem ásatása, amely még mindig tart.